# Hải Tân (xã)
Hải Tân là một xã thuộc huyện Hải Hậu, tỉnh Nam Định, Việt Nam.
Xã Hải Tân có diện tích 5,12 km², dân số năm 1999 là 7.618 người, mật độ dân số đạt 1.487 người/km².